# Eva Nejstgaard
Eva Nejstgaard (født 11. november 1941, død 13. april 2023) var borgmester i Allerød Kommune i perioden 1. januar 1994 – 30. november 2008, valgt for Det Konservative Folkeparti.
Nejstgaard, der var uddannet sygeplejerske, sad i Allerød Byråd i perioden  januar 1982 - december 2009. Hun var borgmester fra januar 1994 til november 2008. Fra 1998-2001 var hun desuden medlem af Frederiksborg Amtsråd.
Landspolitisk markerede hun sig som en af de konservative, der forud for folketingsvalget i 2007 luftede muligheden for, at Konservative ikke deltog i regeringen efter valget.
Eva Nejstgaard stoppede som borgmester 30. november 2008. Hvor hun blev afløst af Erik Lund på posten.